# Шапур II
Шапур II Великий — шахиншах Ирана из династии Сасанидов, сын Ормизда II. 

## Рождение и вступление на престол
Шапур II родился уже после смерти отца. В Вавилонском Талмуде его матерью названа иудейка по имени Ифра Ормизд (Оримэд). Младенец Шапур II взошёл на престол, несмотря на то что в 309 году были живы ещё, как минимум, два его старших брата: тоже Шапур, впоследствии царь «Сакастана, Турестана и Индии до побережья моря», и Хормизд. О первых десятилетиях царствования Шапура II почти ничего не известно.
Византийский историк Агафий (утверждавший, что источником его сведений были персидские летописи времён Хосрова Ануширвана, переведённые на язык ромеев переводчиком Сергием) следующим образом передал рассказ о рождении Шапура II:

«Когда мать его ещё носила во чреве, закон наследования царского рода призывал к власти то, что ещё должно было родиться. Не знали только, кто будет наследник — мальчик или девочка, итак, первые люди государства предложили магам награды и дары за предсказание. Они вывели на середину кобылицу, уже близкую к родам, и потребовали, чтобы маги прежде всего предсказали относительно неё, что будет рождено от неё… 
Я не могу точно ответить, что ими было предсказано относительно кобылы. Ничего мне не известно, кроме того, что всё случилось так, как ими было сказано. Когда на этом все убедились, что маги прекрасно изучили искусство предсказания, то потребовали, чтобы они предсказали, что произойдет с женщиной. Когда же те ответили, что родится мужское потомство, то нисколько далее не медлили, но положили кидар (головной убор шахиншахов, корона) на чрево, провозгласили зародыш царём, дали имя зародышу, уже настолько выросшему, как полагаю, что он внутри двигался и трепетал… Немного-спустя родился и Сапор, начавший сразу царствовать».
Судя по тому, что эта легенда появляется в выписках Сергия у Агафия Миринейского, она стала частью официальной истории. Ад-Динавари
даже утверждает, что это было сделано по приказу Хормузда, который перед смертью взял с подданных обещание не провозглашать царём никого иного. Однако, легенду о воцарении Шапура в утробе матери принимали не все авторы. По словам аль-Якуби и Балами, в момент смерти Хормузда Шапур был младенцем, то есть уже родился.
Арабский историк ат-Табари так повествует о первых годах правления Шапура:

«Люди радовались его рождению, повсюду распространяли весть о нём и посылали гонцов с письмами во все концы света. Визири и писцы, однако, сохранили должности, которые занимали при его отце. Так обстояли дела, пока за пределы царства ни проникла весть, что у персов нет царя, а ждут они ребенка из колыбели, и никто не знает, как всё обернется в будущем. Тогда тюрки и римляне решили напасть на империю. Однако ближе всего к Персии были земли арабов, и кроме того, этот народ более других нуждался в питании и местах для жилья, потому что их образ жизни был жалким, а пища скудной. Итак, они толпами вышли из области 'Абдалкайса, из Бахрейна и Кязмы, пересекли море и напали на Решахр, побережье Ардашир-Хурры (Фирузабад) и другие берега Персии. Они захватили скот, зерно и прочее добро у тамошних жителей и вызвали сильную тревогу в стране. Так продолжалось немалое время, и персы не сопротивлялись, потому что их царём был младенец, которого не боялся никто.»

## Война с арабами

Месторасположение арабских племён к 600 году.

В начале правления Шапура II арабы Аравийского полуострова начали вторгаться в сасанидские владения. Они вытеснили персов с Бахрейна; племя Бану Абд ал-Кайс овладело ал-Хаттом. Вслед за этим арабы с Бахрейна и из сопредельных областей стали совершать морские рейды на южное побережье Персии. Одновременно, согласно некоторым источникам, племя Бану Ийад начало вторгаться в Савад. Есть упоминания и о том, что Бану Ийад пересекали Евфрат и нападали на сасанидские владения севернее. Согласно пересказам персидских легенд у мусульманских авторов, во время малолетства Шапура II арабы, как и другие противники Сасанидов, почти не встречали сопротивления. 
Гассаниды  также, пользуясь безвластием в Ктесифоне, вызванным борьбой за престол и малолетством Шапура II, стали нападать на сасанидские владения. В восточных источниках есть рассказ о том, как гассанидские арабы совершили удачный поход на Ктесифон (имеется в виду западная часть ктесифонской агломерации ‒ Вех-Ардашир) и, овладев городом, захватили в плен женщину из дома Сасанидов. Из-за угрозы вторжений арабов столица Сасанидов была перенесена из Вех-Ардашира на восточный берег Тигра.
Однако, достигнув совершеннолетия (у зороастрийцев оно наступало в пятнадцать лет), Шапур принял бразды правления и решительно выступил против арабов. По сообщениям мусульманских авторов, он изгнал арабов из южных областей Сасанидской державы, вслед за чем предпринял поход на Аравийский полуостров. Войска Шапура прошли через Бахрейн, Хаджар и Йемаму и, по одному сообщению из области легенд, достигли Медины. Мусульманские авторы раз за разом описывают жестокость Шапура, который безжалостно истреблял арабов (прежде всего ‒ Бану Абд ал-Кайс, из которых, согласно источникам, в живых остались лишь те, кто бежал в пески). Убив большую часть населения, он также, приказал разрушить колодцы, заставляя арабов страдать от жажды. Жестокость воинственного Шапура II была одной из ярких сторон его характера. Арабы прозвали его «Зу-ль актаф», «владелец лопаток», «тот, кто пробивает плечи», «заплечник» (от «актаф», плечи) — в память о том, что он приказывал пробивать пленным лопатки и, продев верёвку, подвешивать на деревьях. Затем царь предпринял поход против племён Бану Бакр и Бану Таглиб и, поднявшись с войском вверх по Евфрату, дошёл до границ римских владений. В результате этих завоеваний арабские племена были оттеснены в глубину Аравийского полуострова и район Персидского залива остался в руках Сасанидов.
О кампании Шапура II против арабов упоминает также зороастрийский энциклопедический текст Бундахишн: «во время Правление Шапура, сына Ормизда, арабы пришли; они взяли Хориг Рудбар; и много лет презирали (нас), пока Шапур не вошёл в возраст. Он разгромил арабов, и захватил их землю, и уничтожил многих арабских правителей, и вырвал огромное количество плеч».
Изгоняя арабов, Шапур II прикрывал свои владения крепостями ‒ в основном, вдоль Евфрата. Упоминания о таких крепостях разбросаны по восточным источникам. Аль-Балазури сообщает, что Шапур для защиты от вторжений Бану Ийад установил гарнизоны в ал-Анбаре (Пероз-Шапур), Айн-Тамре и других крепостях. Ибн Росте упоминает, что Шапур построил крепость Алус, сделав её опорным пунктом для охраны прилегающих к Евфрату областей. Наиболее полно о действиях Шапура II, рассказывает Ибн ал-Джаузи:

«Он (Шапур II) приказал прорыть канал, устье которого было у Хита, и вывел его недалеко от Кадисии, а затем [продолжил] до Казимы и далее до моря. На нём он поставил сторожевые крепости, укрепления и пограничные заставы. В этих сторожевых крепостях он разместил пехоту и конницу. И, если кто-либо из арабов собирался приехать во владения персидского царя по каким-либо делам, он являлся к начальнику крепости, через которую проезжал, и тот устанавливал его имя и прикреплял к его руке печать. И, сделав так, он (араб) мог выехать только через ту крепость, через которую прибыл. [Тогда] он являлся к начальнику крепости, а тот разбивал печать на его руке и записывал его имя. И тогда он выезжал в пустыню. Таким образом Персидское царство оказалось в безопасности и было защищено от арабов. Этот канал назывался разделительной преградой; то был ал-Атик. За этим каналом он (Шапур II) поселил крестьян и раздал им наделы. Они были подмогой людям в крепостях. И было так, что, если кто-либо из арабов подходил ночью, те (воины в крепости) зажигали огонь, а если утром ‒ пускали дым. И по этому знаку жители деревни узнавали, что случилось, и приходили к ним. Из этих крепостей крепость М.х.и.б (скорее всего, речь идёт о Хите), сторожевая крепость в ал-Хазире, сторожевая крепость в Хадисат ан-Нура, сторожевая крепость в ал-Анбаре, сторожевая крепость в Дайр ал-Джамаджим, сторожевая крепость в Кадисии и крепость в Зу Каре».
В том, что при Шапуре II был прорыт такой канал, есть все основания сомневаться. Но строительство крепостей по Евфрату и другим рекам представляется вполне достоверным. Во время похода Юлиана Отступника в 363 году римляне натолкнулись на персидские крепости по течению Евфрата, в том числе ‒ и те, которые упоминают восточные авторы. Пероз-Шапур, например, предстаёт как крепость размером с город, с двумя рядами стен и укреплённой цитаделью; с восточной стороны его окаймлял ров, защищённый башнями. Гарнизон Пероз-Шапура оказал римлянам упорное сопротивление.
Под натиском войск Шапура II одни арабские племена уходили во владения римлян, становясь их союзниками, другие ‒ покорялись царю. Некоторые племена Шапур переселил на новые места. Ат-Табари приводит два известия о подчинении арабов. Согласно одному, Бану Таглиб, Бану Абд ал-Кайс и Бану Бакр Ибн Уаил были переселены в Керман, Тавваз и Хузестан. По другой версии, которую приводит также ас-Саалиби, Бану Таглиб были переселены на Бахрейн, Бану Абд ал-Кайс и некоторые Бану Тамим ‒ в Хаджар, Бану Бакр Ибн Уаил ‒ в Керман, Бану Ханзала ‒ в Хузестан. Из несовпадения этих сведений и упоминания о «некоторых Бану Тамим» следует, что переселяемые племена разделялись и оседали в разных местах. Если эти сведения верны, действия Шапура можно интерпретировать так: он выселял арабов из южного Ирака (Бану Бакр и Бану Таглиб) и перемещал некоторые (возможно ‒ более сильные) племена в глубь державы. Лишь части племён ‒ остаткам разгромленных Бану Абд ал-Кайс и некоторым тамимитам ‒ было позволено остаться поблизости от прежних мест обитания.
К рассмотренным известиям ас-Саалиби добавляет, что вожди арабов были поселены в Пероз-Шапуре. Эта мера тоже была продиктована осторожностью: отделённые от основной массы соплеменников вожди не представляли большой опасности, а кроме того, находились под надзором коменданта крепости. В то же время они должны были сблизиться с персами. Можно представить себе, что[стиль] в 363 году вожди арабов вместе с персидским гарнизоном защищали Пероз-Шапур от римлян. В источниках встречаются и прямые указания на то, что подчинённые Шапуру II арабы участвовали в кампании 363 года на стороне персов. Аммиан Марцеллин сообщает, что около Пероз-Шапура Сурен и вождь сарацин, именуемый Malechus Podosaces, устроили римлянам засаду. По другому свидетельству, восходящему к Либанию, император Юлиан пал в стычке от руки какого-то араба из персидского войска. В результате действий Шапура II был создан рубеж из крепостей по течению Евфрата, а также владений Лахмидов и подчинённых Сасанидам арабских племён.

## Первая война с римлянами
Исключительно кровопролитные войны Шапура II с Римом за Армению и Месопотамию явились, пожалуй, центральным событием ближневосточной истории IV века. За более чем семидесятилетний срок правления Шапура с ним (или его полководцами) пришлось скрестить оружие почти всем значительным римским императорам Константинова дома. Борьба между Римом и Ираном шла за укреплённые пункты Северной Месопотамии: Нисибин, Сингару, Безабду (Бет-Завде) и за Армению. В начале IV века Армения ориентировалась на Рим. В царствование Трдата III (287—332) и Хосрова III (332—342) складывается и приходит к власти христианское духовенство, возглавляемое католикосом из могущественного и влиятельного рода Григория Просветителя. Однако Сасаниды, не желая терять влияние на армянские дела, поддержали ту часть знати, которая была недовольна римской ориентацией правящей верхушки. Таким образом, в господствующем классе Армении происходит раскол и две группы ведут между борьбу, разжигаемую соседними великими державами — Римом и Сасанидским Ираном.
Персы продолжали наступление на владения Рима и в первые годы правления Шапура II. Иоанн Малала повествует, что в правление Максенция, после смерти Максимиана (то есть в 310‒312 годах), персы и их союзники армяне вторглись в римские владения. Пройдя через Армению, Максенций разгромил их и отбил некоторые земли, которые вошли в состав владений Рима. Однако другое сасанидское войско вторглось в Осроену и разорило Максимианополь (Вираншехир), а затем поспешно отошло назад. Эта информация, однако не поддерживается со стороны традиционной историографии, так как согласно римским источникам Максенций, будучи императором цезарем всегда правил непосредственно в Италии, против Шапура не воевал и не вёл никакие военные кампании на востоке (М. Грант, Православная Энциклопедия).  Согласно хронике Феофана Исповедника, в 5815 году от сотворения мира (322/323 год) сын персидского царя по имени Нарсе предпринял поход в Северную Месопотамию и на какое-то время овладел Амидой, но затем потерпел поражение от цезаря Константина сына императора Константина Великого, и был убит. Вряд ли у Шапура был к тому времени взрослый сын, скорее всего, речь шла о каком-то родственнике. Возможно, именно это событие имел в виду Иоанн Малала, когда записал, что Константин Великий воевал с персами и победил их, а затем по просьбе их царя Саравара (Шапура) заключил с ним мир. О мирном договоре с персами упоминает в жизнеописании Константина Евсевий Памфил (умер в 339 году). Мир продержался до последних лет жизни Константина Великого и был нарушен в связи со следующим инцидентом. По словам Феофана Исповедника, в 5828 году от сотворения мира (335/336) сарацины, то есть арабы, продавали в Месопотамии ассирийцев из владений персов; те в ответ объявили войну римлянам. Шапур II возложил вину на римлян, которые покровительствовали им. Арабами, о которых идёт речь, могли быть Гассаниды, но не только они. Как показано выше, Шапур безжалостно преследовал арабов, и те были вынуждены искать союза с Римом. Хотя Юлиан Отступник в похвальном слове императору Констанцию II отмечал, что тому удалось с помощью посольств повернуть «разбойников из страны арабов» против врагов Рима, арабы и сами стремились к взаимодействию с римлянами. Иногда арабы и римляне предпринимали совместные походы. Один из них описан в «Деяниях Мар Кардага», где сообщается, что войско, состоявшее из нескольких тысяч римлян и десяти тысяч арабов, вторглось в персидские владения и дошло до реки Хабур. Затем, однако, Мар Кардаг, бывший тогда сасанидским наместником, разбил его. Однако несмотря на приграничные стычки, в целом Нисибисский мирный договор соблюдался. В 338 году кончались 40 лет мира и обе стороны загодя начали готовиться к войне.
В ходе этой подготовки к войне с персами Константин Великий прибыл в Никомидию (Измит). Угроза вторжения встревожила Шапура, и тот прислал посольство, чтобы заключить мир. Согласно Евсевию Памфилу, договор был заключён до Пасхи, то есть до 4 апреля 337 года. Однако вскоре Константин Великий умер (22 мая 337 года). Для Шапура договор был заключён не с государством, а лично с правителем. Императора более не было в живых; следовательно, и договор автоматически утратил силу. Сразу же по вступлении Констанция II на престол началась война, причём персы первыми вторглись в северную Месопотамию. Согласно классическим источникам Шапур II начал эту кампанию против римлян, чтобы отвоевать территории принадлежащие его предкам. В своём письме Констанцию II Шапур утверждал:

«О том, что мои предки владели территориями до реки Стримон и границ Македонии, свидетельствуют даже ваши старые записи. Требовать прежних границ подобает мне, так как я — никто не сочтёт высокомерным моё заявление, — превосхожу древних царей блеском и множеством выдающихся подвигов. На сердце у меня прежде всего чувство правды; придерживаясь его, я никогда не сделал ничего такого, в чём бы приходилось каяться. Я должен поэтому возвратить себе Армению и Месопотамию, которые были коварно отняты у моего деда».
В том же 337 году Шапур осадил Нисибин, но не смог овладеть городом. Началось длительное противостояние Шапура с Констанцием II, за время которого, согласно источникам, состоялось девять больших сражений. Несмотря на первую неудачу Шапур продолжил наступление на римские владения. Объектом ожесточённого противоборства стала Сингара, прикрывавшая Нисибин с юго-востока. Крупное сражение за Сингару состоялось летом 342 года и закончилось победой Констанция. Приблизительно через два года противники вновь сошлись при Сингаре. Кровопролитная битва, которую Святой Иероним считал самым страшным из всех сражений Констанция с персами, развивалась с переменным успехом и так и не выявила победителя. В бою попал в плен и был казнён некий Сасанид, которого Юлиан Отступник считал престолонаследником. Но Шапур неизменно стремился взять Нисибин и ещё два раза, в 346 и 350 годах, осаждал его. Несмотря на такую активность Шапура II, война не приносила особых результатов ни той ни другой стороне. Римляне, полагаясь на свою мощную оборонительную систему крепостей, препятствовали развитию наступления персов в этом регионе. Для Шапура, однако, то был неуспех: ни Сингару, ни Нисибин взять не удалось. Однако и Констанций II не мог в полной мере отразить нашествие Шапура, ибо, по словам Евтропия «он претерпел от персов многие бедствия: они часто захватывали его города, осаждали крепости, а римское войско гибло и все битвы против Сапора кончались неудачно, кроме, пожалуй, одной, у Сингары, где он упустил явную победу из-за недисциплинированности своих солдат, ибо они нагло и безрассудно требовали дать сражение уже на закате дня». Таким образом к 350 году война зашла в тупик. В 350 году боевые действия были приостановлены и внимание Шапура II было отвлечено на Восток. Однако и Констанций не смог воспользоваться отъездом Шапура, так как сам, в свою очередь, был отвлечён от внешней войны смутами внутри самой Римской империи..

## Походы на восток

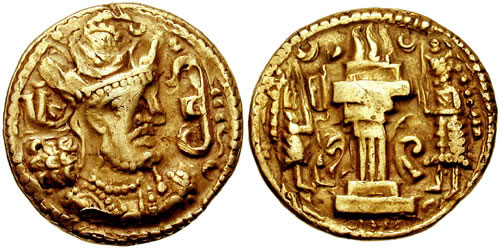
Динар Шапура II. Золото

Повествуя о том, как в начале царствования Шапура II сасанидские владения подвергались нападениям соседей, мусульманские авторы упоминают и о восточных рубежах державы. Согласно ат-Табари, на сасанидские владения нападали тогда не только римляне и арабы, но и тюрки. Ас-Саалиби сообщает, что тюрки овладели большей частью Хорасана. Вероятно, эти сведения относятся к хионитам. «Хроника Арбелы» сообщает, что на северо-восточные и восточные окраины Сасанидского государства стали нападать варварские племена: хиониты и саки. Впоследствии Шапур, как и на других направлениях, перешёл в контрнаступление. 
Иоанн Зонара сообщает, что во время осады Нисибина (350 год) на владения Шапура II напали массагеты, которые в источниках обычно помещаются на западный берег Каспийского моря. Согласно Мовсесу Хоренаци, во время правления Шапура II и Констанция объединённые племена севера прорвались на юг через Ворота Чора (Дербентский проход) и четыре года стояли у границ Кавказской Албании. В рассказах об этих нашествиях речь, как правило, идёт о гуннах, которых авторы источников путают с хазарами. В легенде о князе области Сюник Андоке, приводимой у Степаноса Орбеляна и Мовсеса Каланкатуаци, говорится, что в правление Шапура, сына Хормузда, то есть Шапура II, хазары, пройдя через Ворота Чора, вторглись в сасанидские владения. Далее в легенде упоминается ещё одно вторжение, которое, согласно Степаносу Орбеляну (дату сообщает только он) произошло на шестьдесят восьмом году правления Шапура II, то есть в 374/375 году. Эти сведения интересно сопоставить с данными других источников. В истории, приписываемой Фавстосу Бузанду, упоминается о двух войнах Шапура II с царём кушан, столица которого находилась в Балхе. Согласно Аммиану Марцеллину, в 356—357 годах он лично командовал войском, воевавшим в стране хионитов и гелан.
К 358 году Шапур II победил своих восточных врагов и установил господство Сасанидов над Кушаншахром. Это подтверждается персидскими надписями, которые упоминают, что восточная граница империи Сасанидов во времена Шапура II включала Синд, Систан и Туран. Также Аммиан Марцеллин в своём списке провинций империи Сасанидов на этот период перечисляет: Ассирию, Сузиану, Мидию, Персию, Большую Карманию, Гирканию, Маргиану и земли бактрийцев, согдианов и саков, далее Скифию у подножия Имая (Гималаев), Серику, Арейю, Паропамисады, Дрангиану, Арахозию и Гедросию. Кроме того, Мухаммад ат-Табари упоминает, что Шапур II, среди своих строительных проектов, говорит о основании городов Синда и Систана, что также подтверждает его господство в этом регионе. Наконец, большинство золотых монет, отчеканенных Шапуром II, происходят из восточных монетных дворов, таких как, например, Мерв, где кушанские цари также чеканили свои золотые монеты. Большое количество медных монет происходит из монетных дворов Сакастана и Кабула. Это может означать, что Шапуру II удалось во время своего восточного похода захватить большое количество золота и других драгоценных металлов.
Шапуру II удалось не только отразить восточных врагов, но и привлечь к союзу против римлян царя хионитов Грумбата.

## Вторая война с римлянами

### Взятие Амиды, Сингары и Безабды
В Месопотамии персы несколько лет вели партизанскую войну, захватывая и угоняя «людей и скот путём воровского разбоя». Зимой 356 года префект претория Музониан и дукс Месопотамии Кассиан попытались воспользоваться сложным положением Шапура II на востоке и инициировали секретные переговоры с его сатрапами с целью заключения нового мирного договора.
К этому же времени относится попытка мирных переговоров, сделанная Констанцием. В иранскую столицу одно за другим отправились посольства комитов Прспера и Луциллиана. Но по словам Аммиана Марцеллина, «полагая, что такие действия предпринимаются только из-за ослабления государства, Сапор, возгордясь больше прежнего, заявил, что он соглашается на мир, но условия предложил тяжёлые». Послы всячески затягивали переговоры пытаясь обеспечить римлянам необходимую стратегическую паузу. В какой-то мере эта пауза помогла укрепить оборону восточных провинций, а Констанцию — приступить к сбору войск для отражения нашествия войск Шапура II.
Весной 359 года война между персами и римлянами продолжилась. Шапур II, при поддержке царя Грумбата, напал на римские земли в Северной Месопотамии. Вторгшееся войско форсировало реки Анзабу и Тигр, затем прошло мимо Нисибина на северо-запад к крепости Амида — одному из ключевых опорных пунктов Верхней Месопотамии.
Походы Шапура II на Запад были описаны одним из самых блестящих историков античности, очевидцем и участником тех событий — Аммианом Марцеллином. По рассказам Марцеллина Шапур нередко лично участвовал в походах и, если судить по результатам, был одним из лучших персидских полководцев. Во время осады римской крепости Амиды в 359 году царь лично предводительствовал войсками, и писатель видел его с крепостной стены собственными глазами:

«Верхом на коне, возвышаясь над другими, сам царь ехал впереди всех своих войск, с золотой диадемой в форме бараньей головы, украшенной драгоценными камнями; его окружали разные высшие чины и свита из разных племен... Он разъезжал перед воротами в сопровождении своей блестящей свиты; но когда он в гордой уверенности подъехал слишком близко, так что можно было разглядеть черты его лица, то едва не погиб: стрелы и другое метательное оружие обратились на него из-за блеска его одеяния; однако пыль помешала стрелявшим верно прицелиться, и удар копья проделал лишь дыру в его облачении. Он ушёл невредимым, чтобы затем истребить множество людей. Придя в страшную ярость на нас, словно мы были повинны в наглом святотатстве, он кричал, что совершено посягательство на владыку стольких царей и народов, и грозил приложить все усилия к тому, чтобы снести этот город с лица земли».
В другой раз, после отбитого римлянами приступа и сожжения ими персидских осадных машин,

«...царь персидский, который обычно не участвует лично в битве, так распалился от этих неудач своих войск, что сам, как простой солдат, — неслыханный дотоле случай — бросился в густую толпу своих, и так как даже издали можно было различить его по огромной свите телохранителей, то на него было направлено множество выстрелов. Перебито было много людей из его свиты; сам он остался невредим и деятельно перестраивал ряды своих. До самого конца дня не устрашил его ужасный вид стольких убитых и раненых, и только с наступлением ночи разрешил он своим войскам краткий отдых».
Осада крепости длилась 73 дня и во время этих боевых действий погиб сын царя Грумбата. В сентябре 359 года персы взяли Амиду. По словам Марцеллина, при этом «персы избивали, как скотину всех вооружённых и безоружных без различия пола». Защищавший Амиду V Парфянский легион был уничтожен, а руководивших обороной комита Элиана и трибунов персы распяли на крестах. Впрочем, тяжёлые потери (30 000 человек) понесли и войска шахиншаха.
Констанций ничем не мог помочь, так как воевал с квадами и сарматами в Паннонии. Только весной 360 года император направился в Константинополь, чтобы отразить вторжение персов в восточные провинции. Стратегический замысел Констанция был таков: он хотел, пройдя через территорию Армении, оставить территорию Месопотамию в тылу, после чего выйти на оперативный простор и начать решительные боевые действия против Ирана.
Шапур в это время успешно осаждал римские укрепления. После ожесточённого сопротивления были взяты крепости Сингара и Безабда. При этом римляне понесли крупные потери — личный состав I Флавиева и I Парфянского легионов был уведён в плен, а II Флавиев, II Армянский и II Парфянский легионы персы почти полностью вырезали при взятии Безабды. Можно констатировать, что военные кампании 359—360 годов завершились победой войск Шапура II.

### Поход Констанция II
Тем временем римляне готовились к реваншу. В 360 году Констанций, находясь в Константинополе, ежедневно отслеживал обстановку в Месопотамии, занимался снабжением армии и набирал во Фракии вспомогательные готские отряды. Одновременно император вёл дипломатическую подготовку к войне. Констанций, опасаясь, что успехи персов привлекут на их сторону армян и иберов, стремился подарками и посулами удерживать на своей стороне армянского царя Аршака II и царя Иберии Мерибона. В Константинополь нанёс визит царь Армении Аршак, подтвердивший свои союзнические обязательства. Аршак был обласкан и щедро одарён; за него выдали замуж дочь бывшего префекта претория Олимпиаду. Только после его отъезда Констанций покинул Константинополь. Пройдя через Каппадокию, его войска прибыли в Эдессу в провинции Осроена. Здесь император долго собирал отставшие отряды и только 23 сентября 360 года выступил в поход. Кроме того действия императора Констанция II сковывало известие, что германские легионы провозгласили августом Юлиана и тот выступил в Паннонию.
«Плотными колонами» римляне двинулись в Месопотамию, прошли мимо разрушенной и покинутой Амиды и подошли к захваченной персами крепости Безабда. Констанций II полмесяца штурмовал крепость, но, несмотря на все усилия, так и не добился успеха. И персы, и римские войска несли тяжёлые потери. В ноябре 360 года начались сильные дожди, почва размокла и грунт вокруг крепости превратился в непролазную грязь. В этих условиях осада становилась бессмысленным занятием, солдаты роптали, приближалась зима. В итоге, колебавшийся «между страхом и надеждой» император снял осаду, и, намериваясь перезимовать в Антиохии, отвёл войска. Спустя некоторое время император Констанций II умер (3 ноября 361 года).

### Поход Юлиана Отступника

Карта кампании императора Юлиана против Сасанидской империи в 362—363 годах

В 363 году новый римский император Юлиан предпринял контрнаступление на персов. Это обширное военное предприятие было задумано и обставлено всеми средствами, какие только могла предоставить империя. Было собрано значительное войско (свыше 60000), приняты меры к заготовлению военных запасов и продовольствия, приглашён вспомогательный отряд от армянского царя, заготовлен огромный флот на Евфрате для доставки вооружения и запасов. В окружении императора находился бежавший из Ирана ещё к Константину Великому брат шаха Ормизд, надеявшийся получить престол Шапура II из рук его врагов.
Выступив из Сирии и переправившись через Евфрат, римляне вторглись в Месопотамию. Дойдя до Карр, Юлиан повернул на юг, стал быстро продвигаться вдоль левого берега Евфрата, встречая лишь незначительное сопротивление, и занял здесь одну за другой несколько крепостей. Некоторые из них были покинуты жителями, другие сдались после правильной осады. Особенно упорно защищался гарнизон Майозамальхи. Преодолев все препятствия, Юлиан подошёл к персидской столице Ктесифону и разбил у его стен большое войско. Только недисциплинированность его собственных солдат, занявшихся ограблением трупов павших персидских воинов, помешала ему с ходу захватить персидскую столицу. Между тем римская армия столкнулась с рядом непредвиденных затруднений, которые тем больше увеличивались, чем дальше римское войско уходило от римской границы в Месопотамию. Большим подспорьем был флот, сопровождающий армию по Евфрату и переведённый каналом на Тигр (где течение было намного сильнее чем на Евфрате и отвлекало много людских ресурсов для управления кораблями), но Юлиан приказал предать его огню, находясь близ Ктесифона, и тем лишил себя весьма важных вспомогательных средств на случай отступления. Однако Юлиан упорно не соглашался на мир, который ему неоднократно предлагал шах. Вынужденный сражаться не на жизнь, а на смерть, Шапур направил против римлян все свои резервы. Тогда римский император дал приказ отступать в направлении Армении. Однако его войско, ведомое ложным перебежчиком, оказалось в пустынных местах и стало страдать от отсутствия припасов и воды. В одной из стычек у селения Туммар 26 июня 363 года Юлиан, бросившись в гущу боя, был смертельно ранен и вскоре (возможно, в ночь на 29 июня 363 года) скончался. Смерть императора сделала положение римлян критическим.
Новым императором стал Иовиан. К этому моменту римская армия представляла собой жалкое зрелище. Настолько жалкое, что 7 июля 363 года Шапур, которому ничто не мешало добить врага, проявил невиданное «благородство». Он написал Иовиану письмо, в котором приглашал его на переговоры, и пригрозил, что в случае отказа все враги погибнут, причём не от меча, а от голода. В итоге, Иовиан со свитой из 80 человек прибыл в ставку Шапура. Здесь шаханшах произнёс речь, в которой обвинил римлян в вероломном нападении и убийстве мирного населения его страны, и предложил заключить мирный договор. Стремясь побыстрее достигнуть Константинополя, Иовиан сразу согласился на все требования Шапура и заключил с ним мир на тридцать лет. По условиям этого договора к Ирану отходили пять спорных областей на границе Арзанена, Моксоэна, Забдицена, Рехимена и Кордуена с пятнадцатью крепостями и всем находившимся там военным снаряжением, а также три важнейших в стратегическом плане города Сингара, Кастра Маурорум и Нисибин, по словам Аммиана Марцеллина, «самый крепкий ключ Востока» (впрочем, владение этим городом персами было обусловлено сроком в 120 лет). Иовиан смог лишь выговорить для жителей Нисибина и Сингары право уйти в римские владения. Их переселили главным образом в оставшуюся под властью римлян Амиду, где в связи с этим были построены дополнительные укрепления. Кроме этого римляне предали своих союзников-армян, обязавшись по договору не оказывать им поддержки. Условия договора были необычайно тяжелы для римлян, недаром Марцеллин называет его «постыдным договором».

## Война с армянами и иверами

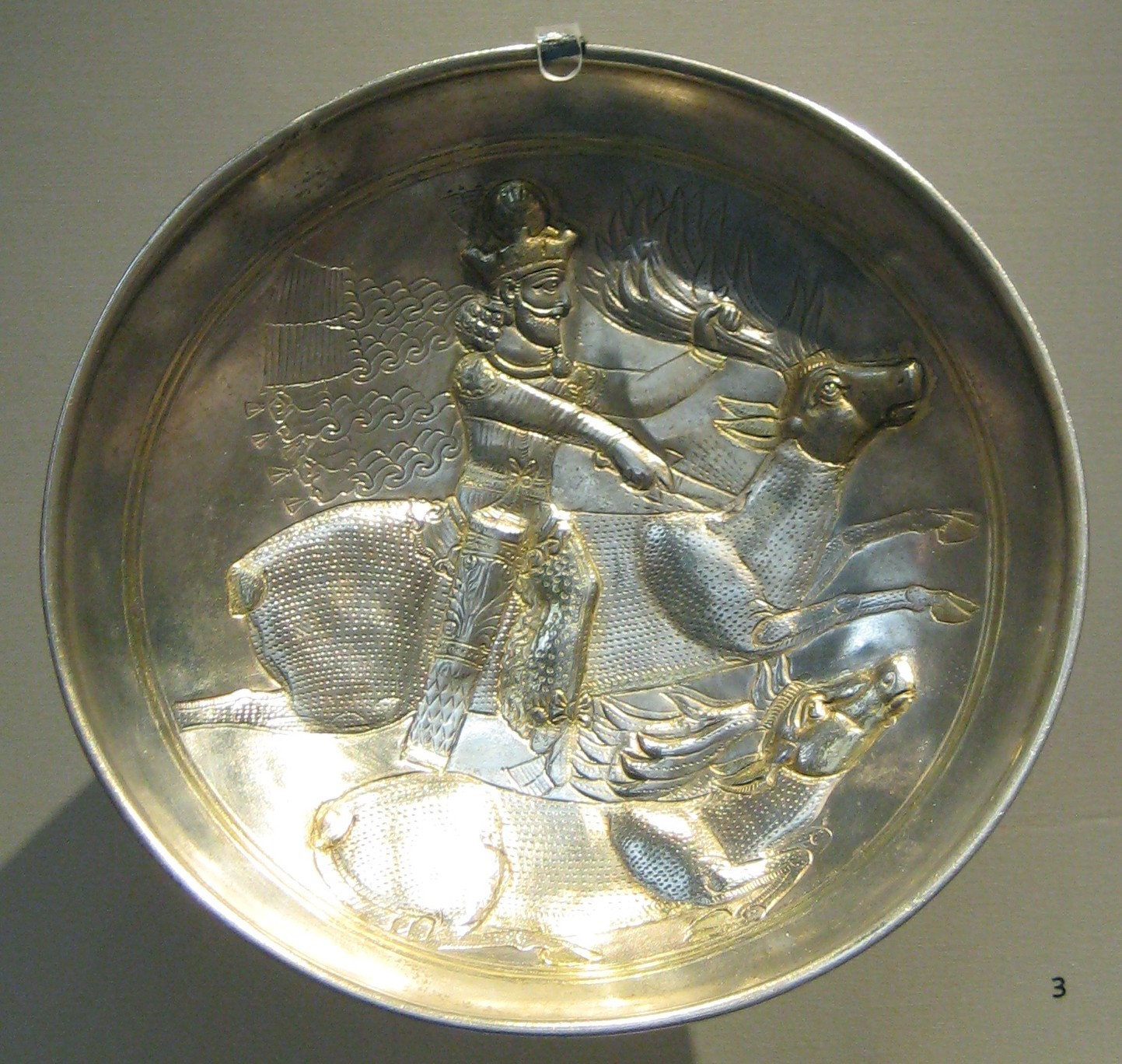
Серебряное блюдо с изображением Шапура II, охотящегося на оленей. Британский музей

Интриги Ирана привели к заговору, в результате которого армянский царь Хосров III и глава армянского духовенства принуждены бежать в Римскую империю. Констанций II пошёл на вооружённое вмешательство в дела Армении и восстановил Хосрова III на престоле. После этого Шапур II также переходит от дипломатии и интриг к военным действиям. На протяжении 338—345 годов персидские войска совершили ряд походов в Армению, поскольку Шапур дважды ставил своего сына царём Армении, но армяне восставали и изгоняли его. Армянский царь Тиран, пытающийся вести независимую политику, лавируя между персами и римлянами, был предательски схвачен Шапуром II и ослеплён. Его сын Аршак II пытался сохранить нейтралитет, но в конце концов присоединился к походу Юлиана вглубь Персидской державы. После похода, на переговорах с Иовианом Шапур вынудил его обещать не поддерживать Аршака в противостоянии с персами.
В 364 году Шапур в очередной раз бросил свои армии в Армению, причём, как и прежде, утверждал, что должен вернуть то, что принадлежало его предкам. Сасанидские войска вторглись в Армению; подробный, хотя и не лишённый преувеличений рассказ об этом есть в истории, приписываемой Фавстосу Бузанду, а также у Мовсеса Хоренаци. Армяне не сумели отразить нашествие, тем более что, некоторые из знатных (нахараров) ещё раньше перешли на сторону персидского шаха, а другие в начале войны бежали «в Грецию», то есть к римлянам. Временами армянским войскам удавалось наносить поражение врагу, но всё равно боевые действия велись на армянской территории. Через некоторое время Аршак начал переговоры о мире и явился к Шапуру, однако был схвачен на пиру, ослеплён и заключён в крепость Андмиш, которая называется также крепостью Ануш (то есть «Забвения»), где позднее он покончил жизнь самоубийством или был убит. Завоевание сопровождалось жестокостью по отношению к пленным и даже мирному населению, а также попытками насильственного обращения в зороастризм. Города Арташат, Вагаршапат, Ервандашат, Зарехаван, Заришат, Ван и Нахчаван были взяты, а их население, среди которых было много еврейских семей, депортировано. Власть над Арменией была передана евнуху Килаку и полководцу Артабану, ранее перешедшим на сторону Шапура. По приказу царя они осадили крепость Артагерс, где укрылась с казной и с отборным гарнизоном в 11 тысяч воинов, жена Аршака ‒ царица Парандзем, после пленения мужа возглавившая сопротивление персам. Но Килак и Артабан, решив перейти на сторону римлян, с помощью верных людей ночью перебили персов, после чего сын Аршака Пап бежал к императору Валенту. Тот приказал полководцу Теренцию привести Папа к власти в Армении, но не воздавать ему царских почестей, чтобы формально не нарушить мирный договор. В ответ Шапур послан в Армению войско, которым, согласно истории, приписываемой Фавстосу Бузанду, командовали Карен и Зиг. Оно осадило Артагерс. Осаждённые держались более 14 месяцев, но среди них начался сильный мор и крепость была захвачена персами. Парандзем была доставлена к царю Шапуру II и тот, желая унизить её, предоставил всем совершать с ней гнусный и скотский акт совокупления, а затем среди прочих её сподвижников посадил на кол на оглобли телег. За время войны серьёзно пострадали практически все сколько-нибудь значительные города, и античной армянской цивилизации был нанесён смертельный удар, от которого она уже так и не смогла оправиться. Вот как описывает бедствия армянского народа Фавстос Бузанд:

«После этого персидский царь Шапух со всеми подвластными ему войсками выступил и прибыл в армянскую страну. Предводителями у него были Ваган из рода Мамиконянов и Меружан из рода Арцруни. Пришли они, напали на армянскую страну, всех забрали в плен и собрали в одном месте. И многие из армянских нахараров оставили свои семьи, жен, детей, бежали, рассеялись в разные стороны. А напавшие собрали всех жен армянских нахараров и привели к персидскому царю Шапуху.
Лагерь персидского царя Шапуха находился в гаваре Багреванд, на развалинах города Зарехавана, разрушенного ранее пришедшими персидскими войсками. Сюда собрали, привели к персидскому царю всех пленных, взятых из оставшегося в армянской стране населения. И приказал персидский царь Шапух всех совершеннолетних мужчин бросить слонам на растоптание, а всех женщин и детей посадить на колья телег. Тысячи и десятки тысяч народа было перебито, и не было числа и счёта убитым. А жен бежавших нахараров и азатов он приказал привести на площадь конских состязаний в городе Зарехаване. И приказал раздеть тех благородных женщин и рассадить тут и там на площади, а сам царь Шапух верхом на коне проезжал между женщинами, и тех, которые ему нравились на глаз, он поодиночке отводил к себе для гнусного сношения, ибо шатер его был разбит возле площади, куда он и заходил совершать мерзостное деяние. Так он поступал с этими женщинами много дней. И все совершеннолетние мужчины Сюникского рода были перебиты, женщины умерщвлены, а мальчики по его приказанию были оскоплены и уведены в персидскую страну. Все это он делал, чтобы отомстить Андовку, за то, что он вызвал войну с персидским царем Нерсехом. И персидский царь Шапух приказал построить в наиболее неприступных местах Армении крепости и, назначив комендантов, разместил по частям благородных женщин по этим крепостям и приказал комендантам, чтобы буде их мужья не явятся с изъявлением покорности ему, то перебить их жен, которых он оставил у них. И в армянской стране он оставил правителями над ними Зика и Карена с многочисленным войском, а власть над оставшимся населением он передал Вагану и Меружану, а сам отправился в Атрпатакан.
После того Ваган Мамиконян и Меружан Арцруни, те два гнусных и нечестивых мужа, которые отреклись от заветов богопочитания и согласились почитать безбожную религию маздеизма, начали разрушать в армянской стране, во всех гаварах и повсюду христианские церкви и дома молитв. И многих людей, которые попадали в их руки, они заставляли отказаться от почитания бога и принять религию маздеизма. Далее Ваган и Меружан приказали крепостям, чтобы они заставили жен нахараров, мужья которых бежали, принять религию маздеизма, а если они не согласятся, то всех казнить лютой смертью. Коменданты крепостей, получив этот приказ, стали притеснять находившихся у них женщин, как было приказано. И когда ни одна из них не согласилась отречься от христианства, то всех казнили лютой смертью, во всех крепостях, где они были заключены».
Тем временем Пап с римским войском вступил в Армению. По рассказам армянских авторов сторонники Папа и римляне нанесли персам ряд поражений; сообщается о гибели Карена и Зига и даже о пленении сасанидской «царицы цариц». Видимо, поход действительно развивался успешно. Это видно из того, что Шапур начал переговоры с Папом, надеясь привлечь его на свою сторону. Поддавшись уговорам посланцев царя, Пап казнил Килака и Артабана и отослал их головы Шапуру в знак подчинения.
Возвышение Сасанидов и борьба их с Римом оказали своё воздействие и на Иберию (в местной традиции — Картли), но, по-видимому, в меньшей мере, чем на Армению, поскольку Картли была расположена дальше к северу. Вероятно, Картли продолжала оставаться в номинальной зависимости от Рима. Так, например, по Нисибинскому миру персы признали за римскими императорами право давать иберским царям внешние знаки власти. Союз с Римом, окрепший после принятия в Картли христианства, не смог, однако защитить Картли от персов. В 368 году Шапур II, по словам Аммиана Марцеллина, вторгся в Картли, низложил царя Саурмага и провозгласил царём его родственника Вараз-Бакура (Аспакура), взяв его сына заложником. Саурмаг бежал в Римскую империю. Началась война; римская армия из двенадцати легионов под командованием Теренция была послана восстанавливать Саурмага на престоле. Вараз-Бакур вынужден был пойти с ним на соглашение. Картли была разделена: земли по левому берегу Куры и правому берегу Арагвы получил сторонник Рима Саурмаг, тогда как остальной частью Картли продолжал управлять ставленник Ирана.
В параллельном источнике, «Жизни картлийских царей» Леонти Мровели, не упоминается ни об Аспагуре, ни о Саурмаге, ни об их борьбе, хотя упоминается продвижение персов в Грузию. Согласно источнику, в правление Вараз-Бакура II персы вторглись в Иберию, дошли до Мцхеты и создали себе опорный пункт в Тифлисе. В результате этого похода Ивирия стала данницей Сасанидов.
В 371 году вновь началась война. Согласно Аммиану Марцеллину, её центральным событием стало сражение в местности Вагабанта, в котором римляне одержали победу над персами. Вероятно, её следует отождествить[стиль] с победоносной для римлян битвой при Багаване (или у горы Нпат), о которой повествуется в истории, приписываемой Фавстосу Бузанду. Правда, в этом источнике Пап выступает на стороне римлян. Видимо, он лавировал между Римом и Сасанидской державой. В дальнейшем, судя по сообщению армянских историков, сторонники Папа и римляне нанесли сасанидским войскам ещё несколько поражений. Но Пап по-прежнему проводил двойственную политику, что вызывало недовольство римлян. В 374 году он был убит ими на пиру. Потеряв потенциального союзника, Шапур II был готов начать новую войну. К тому же вновь обострились отношения в Иберии, по-прежнему разделённой между Саурмагом и Аспагуром. Переговоры не дали результатов, и державы стали готовиться к войне. Но их силы были отвлечены другими угрозами: римляне боролись с готами, персы ‒ с кидаритами.

## Религиозная политика
Шапур II оказался первым шахом, который предпринял серьёзные гонения на христиан. К началу царствования Шапура II относится превращение христианства в господствующую религию Римской империи, в связи с этим изменилось и отношение к христианам в государстве Сасанидов. Когда христиане подвергались гонениям в Римской империи, цари Персии охотно давали им убежище на своей территории, надеясь найти в христианах союзников в тылу у римлян. Теперь же, когда христианство стало господствующей религией враждебного Рима, христиан — приверженцев официальной церкви стали в Иране преследовать и, наоборот, поддерживать представителей различных еретических учений, оппозиционных по отношению к Римской империи и господствующей церкви.
Около 340 года царь, которому на его военные кампании срочно требовались деньги, обратился к епископу Ктесифона Симеону бар-Саббе (главе христиан Ирана) с требованием, чтобы все христиане уплатили двойной налог. «Сказал ему шах: «Войны многочисленны, тяготы обременительны, а вы пребываете в мире и находитесь в вашей вере в противоречии со мной. Подчинись моему приказу ты и твой народ (то есть христиане), возьми и дай со своего народа двойную подушную подать, освободись и иди в твой дом с миром».
Симеон отказался, сказав, что это непосильно: «Нет у нас золота и серебра, чтобы дать вам». Трижды, как сообщают источники, шахиншах посылал в Ктесифон свой приказ (двор Шапура пребывал в загородной резиденции), и трижды Симеон отказывался. В конце концов Шапур приказал разрушить церкви столицы (чем занялись маги и иудеи) и арестовать епископа: «Симеона же, главу колдунов, приведите ко мне, потому что он отвергает моё царство и избрал кесарево, потому что он почитает его бога, а моего бога презирает». Несмотря на ранее благожелательное отношение к Симеону, шах не простил ему ослушания. А поскольку епископ и далее не покорился, то был казнён. С этого момента христианские летописи отсчитывают сорок лет преследований.

«От сего возникло в Персии великое гонение, в котором весьма многие украсились мученическим венцом за Христа, между прочим учитель Савора (то есть Шапура), Усфаксад, и архиепископ Симеон, кроме того сто клириков и епископов в один день и бесчисленное множество других христиан. В других городах считают до восемнадцати тысяч мучеников, погибших от нечестивого Савора в страшных и противоестественных мучениях. Тогда же замучены епископ Аифал, пресвитер Акепсим и сестра архиепископа Симеона, Первулия, с бесчисленными другими. Благочестивейший царь, Константин, письменно убеждал Савора пощадить христиан и прекратить столь великую жестокость. Послание написано чудесно и божественно, но успеха не имело».
Как свидетельствуют источники, гонения часто инспирировались зороастрийским жречеством, иногда — иудеями и манихеями. Очаги преследования были сосредоточены вокруг двух центров — столицы Селевкии-Ктесифона и Адиабены. Особенно страдало от преследований население северо-западных провинций Сасанидской державы и районов, пограничных с Римской империей. К тяготам войны добавлялись казни христиан, депортация их в глубь страны для освоения пустынных земель. Головы казнённых мучеников за веру Христа вывешивались и в храме богини Анахиты в Истахре. Жития сирийских и персидских мучеников повествуют в основном о казнённых клириках, но и эти далеко не полные данные дают представление о масштабе преследований. Они коснулись всех ступеней клира, монахов и части мирян. Вслед за епископом Ктесифона Симеоном бар-Сабба были казнены два его преемника епископ Шахдуст (Садок Персидский), Нарсай, епископ Шахргерда, шахский советник Гухиштазад (Вахиштазад, Азат скопец), бывший жрец Айталлаха (Аифаль), знатный вельможа и близкий родственник Шапура II Дада, дети Шапура II сын Гаведдай и дочь Каздоя и многие другие. С гонениями Шапура II связано появление трёх (и более) персидских святых — священномученика Иосифа, мученика Иосифа и преподобномученика Вадима. Репрессии Шапура II нанесли по христианским общинам сильный удар. По словам Созомена, в его время только по именам знали шестнадцать тысяч мучеников; всего же их было значительно больше. Какое-то время церковь оставалась без предстоятеля. В некоторых сёлах не было священников.
Армянский писатель Фавстос Бузанд сообщает даже, что шах приказал вырезать всех носивших имя христианина. Вероятно, это преувеличение, однако притеснения завершились только после смерти Шапура II, считавшего, что «они (христиане) населяют нашу землю, но разделяют чувства кесаря, нашего врага».
Преследования христиан явились частью обширного плана по укреплению позиций зороастризма и становлению государственной религии. В результате преобразований, осуществлённых жрецом Адурбадом Махраспанданом, была усилена организационная структура церкви, назначены магупаты частей Ираншахра и введён титул магупата магупатов — первосвященника всей страны. Какие-то нововведения Адурбада коснулись Авесты, культа других богов.
В ответ на мероприятия шаха, случалось, происходили народные волнения, жестоко подавлявшиеся властью. Так, весьма крупный город Сузы за мятеж жителей в 350 году был разорён и заново отстроен под названием Иран-хварра-Шапур.
Первые известные гонения евреев начались после воцарения Шапура II. Согласно трактату «Малая история мира» (Ṣeder ʻōlam zūṭa), тогда 
иудеям было предписано порвать со своим вероисповеданием, то есть перейти в зороастризм. Другой эпизод произошёл в правление Юлиана Отступника. Пронеслось известие, что Юлиан разрешил иудеям отстроить иерусалимский храм. Какой-то иудей из сасанидских владений призвал своих единоверцев из Ктесифона пойти в Иерусалим, чтобы помочь в работе. Те, кто откликнулся на этот призыв, направились в Сирию, но войска Шапура перебили уходивших. Возможно, к Шапуру II относится и сообщение о том, что царь по имени Сабура собирал деньги с иудеев, чтобы раздавать их беднякам-персам.
Гонения на инаковерующих, по-видимому, вызвали столь сильное противодействие, что в конце концов шах был вынужден снова вернуться к политике веротерпимости, традиционной для Ирана. Он «отвёл их истязания и пытки и повелел магам и мобедам, чтобы никто не причинял им обиды, но чтобы уверенно, не страшась каждый оставался в своём учении — маг и зиндик (манихеи), иудей и христианин, и многие прочие секты, какие есть в различных краях страны Персидской. И тогда страна обрела мир и покой и, умолкнув, прекратились все распри и ссоры» — писал в V веке, когда времена Шапура II стали далёким прошлым, армянский историк Егише.
Современник правления Шапура Аммиан Марцеллин пишет, что, уже в 359 году захватив в одной из крепостей монахинь, шах их «приказал не трогать и предоставил им беспрепятственно отправлять свой культ». Историк, правда, считал, что «на самом деле он только до поры до времени притворялся милосердным с тем расчётом, чтобы все, кого он раньше устрашал своей бесчеловечной жестокостью, оставили страх и по собственному почину явились к нему, узнав из недавних случаев, что в величии своего счастья он стал проявлять гуманность и мягкость».

## Имперская идеология и нумизматика

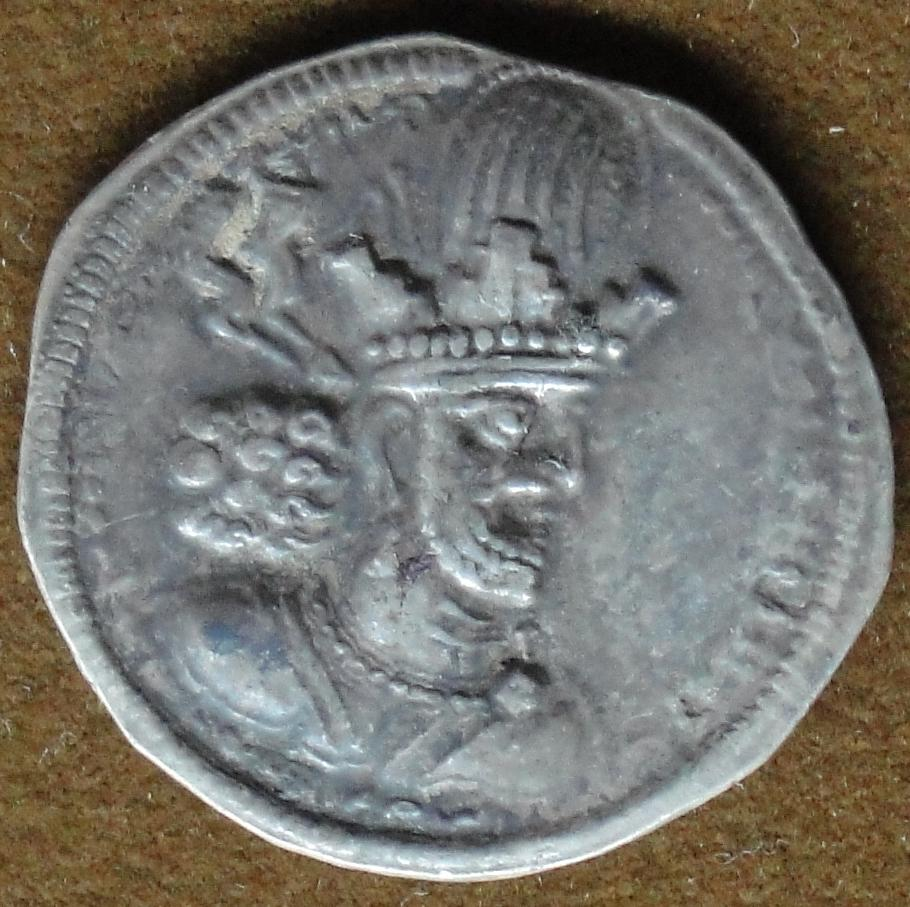
Серебряная монета Шапура II Сасанида

Шапур II возводил свою генеалогию к древней персидской династии Ахеменидов и, одновременно, к мифической династии Кеянидов. Параллельно с ростом значения зороастризма как государственной религии большую силу получило зороастрийское жречество, и поэтому Шапур II был последним правителем, который провозглашал себя богом. Во время правления Шапура II надпись «маздаяснийский владыка, царь царей Ирана и не-Ирана, происходящий от язата» начинает исчезать с монет Сасанидов.
При Шапуре II чеканились медные, серебряные и золотые монеты, включая необычное количество медной монеты, перечеканенной из римских медяков, предположительно захваченных персами в качестве военных трофеев. Вес основного номинала золотых монет (динар) был снижен с 7,20 г до 4,20 г, что близко, хотя и несколько легче римского солида (теоретический вес 4,54 г, на практике — 4,4 г). Начиная с Шапура II, шахи изображались с апезаком (нагрудное украшение в виде медальона, укреплённого на ремнях через плечи посередине груди).

## Строительство городов и художественные памятники
Шапур II основал несколько городов, обращая особое внимание на территорию бывшего Кушанского царства, где римские военнопленные были поселены в царском городе Ираншахр-Шапур. Он также значительно перестроил и расширил город Нив-Шапур (что означает «Благой Шапур», совр. Нишапур). Этот город был важен и для зороастрийцев, поскольку на близлежащей горе Риванд был расположен один из великих священных огней Ирана — Адур-Бурзен-Михр. После того как в 363 году город Нисибин по договору отошёл к персам сроком на 120 лет и был оставлен населявшими его римскими жителями, Шапур II заселил его людьми из городов Истахра и Исфахана (Табари, стр. 62). Другими городами, приписываемыми ему, являются Вазург-Шапур (Buzurj-šāpur), недалеко от Багдада, на западной стороне реки Тигр; Иран-хварра-Шапур, то есть Сузы, и храм огня под названием Sroš-āzarān, сред. перс. Sroš-ādurān (Ḥamza Eṣfahāni, стр. 50-51). Другие города, связанные с ним, являются Пероз-Шапур (Анбар); Šādrawān-šuštar в Хузестане; Bawān, Храм огня в Jorwān в Исфахан; и Frašāpur или Farršāpur в Синде (Ebn Аль Balḵi, стр. 72-73).
Город Иран-хварра-Шапур («Слава Ирана — Шапур») построен на месте разрушенных Суз, население которых было истреблено в наказание за восстание. Новый город, как показывают раскопки, обладал огромными размерами (один только царский дворец занимал 1 км²), а в строительстве его широко использован труд военнопленных и населения, угнанного с завоёванных территорий.

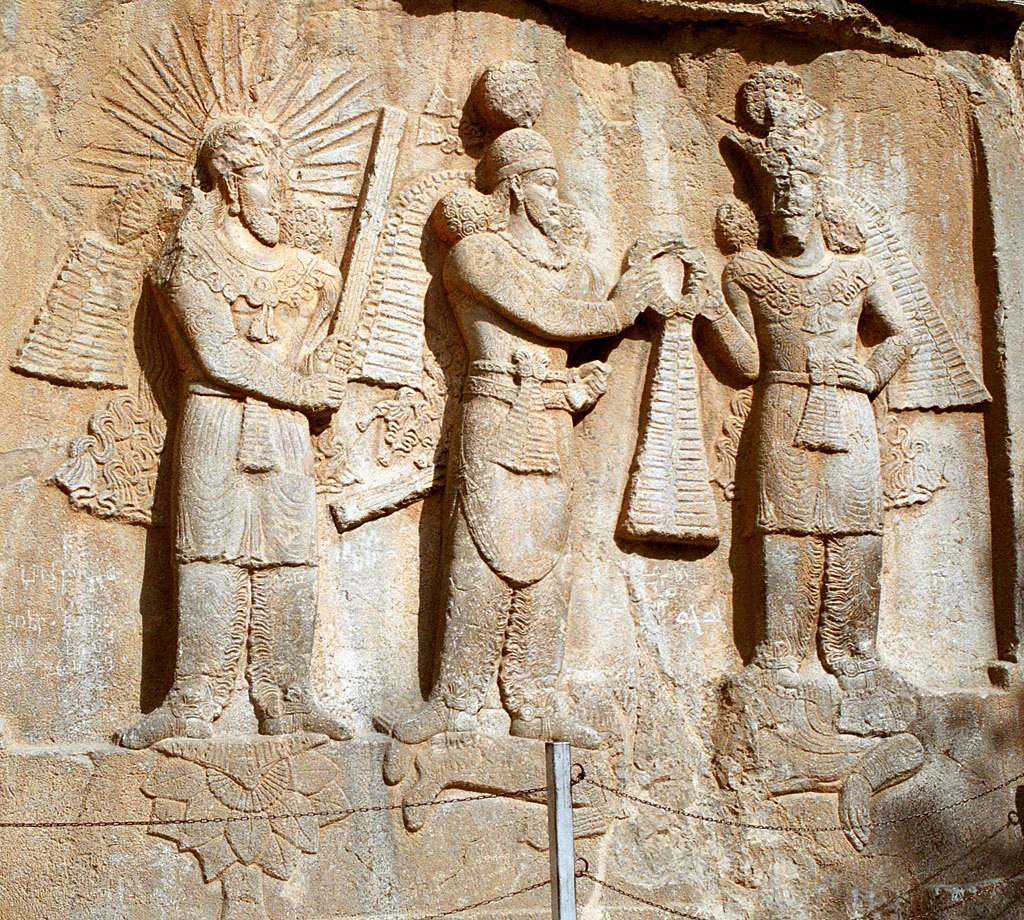
Рельеф Шапура II (или Арташира II). Ормазд (справа) вручает царю диадему с лентами. Слева на цветке лотоса — Митра. Так-е Бостан

Именно с этого момента исторические памятники Сасанидов начинают исчезать из Персиды, а смещаются к северо-западу, ближе к новой столице Ктесифону и в Хузестан, где, по словам ат-Табари Шапур II провёл большую часть своей жизни. Художественный стиль этих памятников существенно отличается от тех, что изготавливались в Персиде. Изображение Митры становится более заметным, также как и Ормазда. Видимо, более почитаемой становится Анахита, и в Сасанидском искусстве появляются её символы — плоды, цветы, голуби, павлины и так далее.

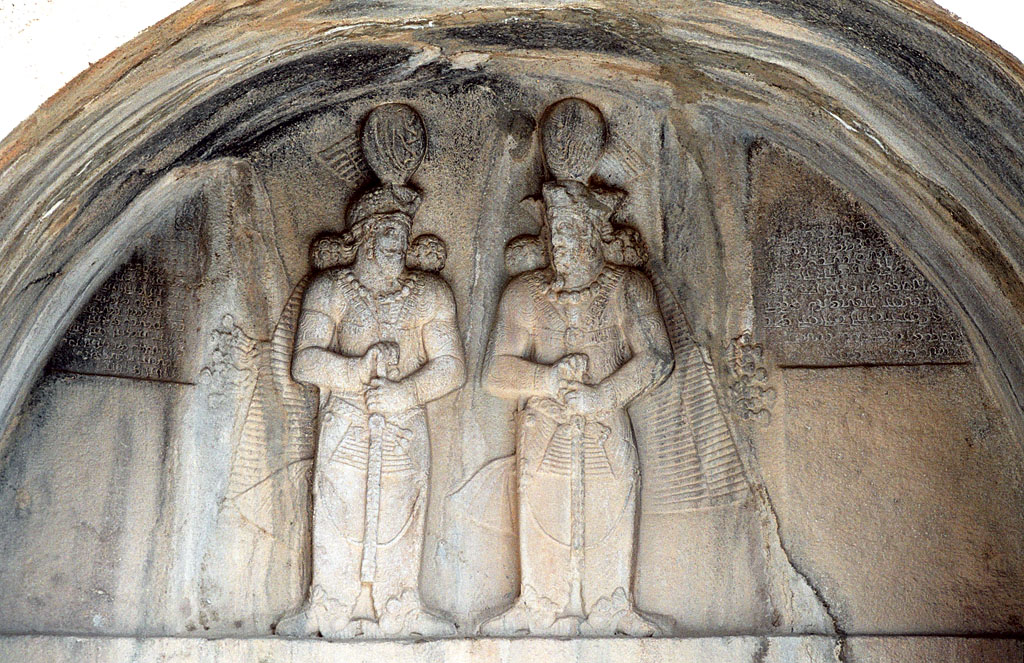
Так-е Бостан: рельеф с изображениями Шапура II (справа) и Шапура III (слева)

Некоторые историки предполагают, что скальный рельеф в Так-е Бостан (на северо-восточной окраине современного Керманшаха) изображает Шапура II, празднующего триумф в честь своей победы над римским императором Юлианом. Шах изображён попирающим ногами лежащую ничком бородатую фигуру. На поверженной фигуре одеты вроде бы штаны, чего не должно быть у римлян, но диадема совершенно римская. Диадемы такого типа римские императоры стали носить как раз в IV веке. С учётом данного обстоятельства можно предположить, что поверженный — правитель римлян. Если это не аллегория, им мог быть только Юлиан Отступник, ибо никакой другой император не погиб в описанное время на Востоке.
На другом рельефе из Так-е Бостана фигура слева бесспорно изображает Шапура как это следует из надписи размещённой рядом с изображением.
Предположительно, что со времени правления Шапура в качестве царской пропаганды вошли серебряные блюда, отчасти заменив наскальные рельефы.
У Фирдоуси пересказана легенда о том, как Шапур, желая воочию увидеть мощь Рима, переоделся купцом и прибыл ко двору цезаря. Там его опознал перебежчик, и шахиншах подвергся унизительному плену — завернули в сырую ослиную шкуру и, когда она высохла, Шапур оказался заключённым в твёрдый панцирь; а против Ирана римляне пошли войной. Но рабыня-персиянка помогла шаху освободиться, и тот бежал, добрался домой и выбил римлян из страны, пленив императора (Шахнаме. VII, стр. 228—245). История эта отражает не факты (ничего подобного не было), а атмосферу отношений Ирана с его западными соседями.
В отношении сроков правления Шапура II выписки Сергия, приведённые у Агафия Миринейского, соответствуют данным Вахрама Марданшахана, ат-Табари, ал-Якуби, «авестийского списка», Ибн Кутайбы, ал-Масуди и Евтихия Александрийского. Шапуру II отводятся 72 года правления.
| Сасаниды                  |                                                              |                      |
| Предшественник: Атурнарсе | шахиншах Ирана и не-Ирана 307/308 — 379/380 (правил 72 года) | Преемник: Арташир II |